# 島根県道・広島県道110号奥出雲高野線
島根県道・広島県道110号奥出雲高野線（しまねけんどう・ひろしまけんどう110ごう おくいずもたかのせん）は、島根県仁多郡奥出雲町から広島県庄原市に至る一般県道である。

## 概要
島根県仁多郡奥出雲町小馬木（こまき）と広島県庄原市高野町上湯川を結ぶ

### 路線データ
- 起点：島根県仁多郡奥出雲町小馬木（島根県道25号玉湯吾妻山線交点）
- 終点：広島県庄原市高野町上湯川（国道432号交点）
- 総延長：16.1 km
- 冬期閉鎖区間：島根県仁多郡奥出雲町小馬木 - 広島県庄原市高野町上湯川間（延長：3.2 km、12月15日 - 翌年3月15日）

## 歴史
- 2006年（平成18年）
  - 3月31日 - 島根県告示第370号により島根県で現在の路線名に変更。
  - 4月1日 - 広島県告示第403号により広島県で現行の路線名称に変更。

前身は島根県道・広島県道110号横田高野線。島根県仁多郡の全2町（仁多町・横田町）の対等合併による仁多郡奥出雲町誕生を契機に路線名称が変更された。

## 路線状況
狭い山道のため大型車の通行は困難である。

## 地理

### 通過する自治体
- 島根県
  - 仁多郡奥出雲町
- 広島県
  - 庄原市

### 交差する道路
| 交差する道路                                           | 都道府県名 | 市町村名 | 市町村名 | 交差する場所     | 交差する場所 |
| ------------------------------------------------------ | ---------- | -------- | -------- | ---------------- | ------------ |
| 島根県道25号玉湯吾妻山線 島根県道49号上阿井八川線 重複 | 島根県     | 仁多郡   | 奥出雲町 | 小馬木（こまき） | 起点         |
| 国道432号 広島県道467号庄原新市線 重複                 | 広島県     | 庄原市   | 庄原市   | 高野町上湯川     | 終点         |

### 沿線
- 奥出雲町立馬木小学校（起点付近）

### 峠
- 島根県
  - 俵原越（仁多郡奥出雲町 - 広島県庄原市）